# مثل یک دختر سواری کن
مثل یک دختر سواری کن (به انگلیسی: Ride Like a Girl) فیلمی محصول سال ۲۰۱۹ و به کارگردانی ریچل گریفیتس است. در این فیلم بازیگرانی همچون ترزا پالمر، سم نیل، سالیوان استیپلتون و مگدا زوبانسکی ایفای نقش کرده‌اند.